# Debbie Byfield
Debbie Byfield (eigentlich Debra Elizabeth Byfield, verheiratete Byfield-White; * 5. Juni 1954) ist eine ehemalige jamaikanische Sprinterin.
Bei den Olympischen Spielen 1972 in München wurde sie mit der jamaikanischen Mannschaft im Vorlauf der 4-mal-100-Meter-Staffel disqualifiziert.
1975 wurde sie bei den Panamerikanischen Spielen in Mexiko-Stadt Siebte über 400 m.
Bei den Commonwealth Games 1978 in Edmonton wurde sie Sechste in der 4-mal-400-Meter-Staffel und erreichte über 400 m das Halbfinale.
1979 siegte sie bei den Zentralamerika- und Karibikmeisterschaften über 400 m.
Sie heiratete den US-amerikanischen Sprinter Willie White. Die gemeinsame Tochter Kelli White war als Sprinterin erfolgreich, bevor ihre Verwicklung in die BALCO-Dopingaffäre aufflog.